# Derawar-Fort

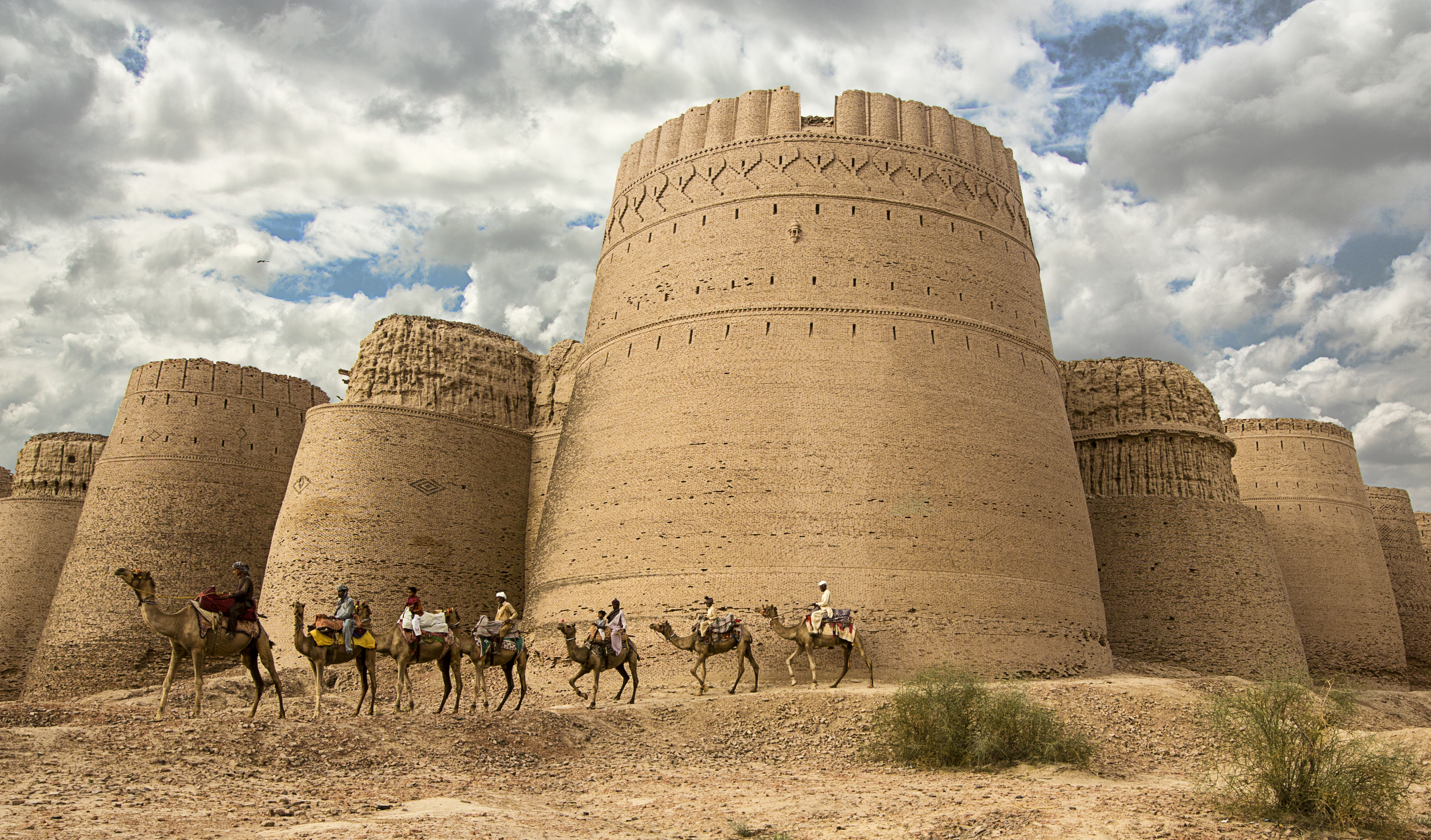
Ansicht des Derawar-Forts

Das Derawar-Fort (Urdu قلعہ دراوڑ) ist eine große quadratische Festung in Bahawalpur, Punjab, Pakistan. Die vierzig Bastionen der Festung können in der Cholistan-Wüste aus großer Entfernung wahrgenommen werden. Die bis zu 30 m hohen Mauern haben einen Umfang von 1500 m.

## Geschichte
Die Festung wurde von Rai Jajja Bhatti, einem Rajputen-Herrscher des Bhatti-Clans, errichtet. Sie wurde im 9. Jahrhundert als Tribut an Rawal Deoraj Bhatti, einem Rajputen-König aus der Gegend um Jaisalmer und Bahawalpur erbaut, der seine Hauptstadt in Lodhruva hatte. Die Festung hieß ursprünglich Dera Rawal und später Dera Rawar, wovon sich der derzeitige Name Derawar ableitet.
Im 18. Jahrhundert haben die muslimischen Nawabs aus Bahawalpur die Festung vom Shahotra-Stamm übernommen. Sie wurde später von den Abbasi-Herrschern renoviert, aber 1747 gelangte sie wegen Bahawal Khans Verwicklung in Shikarpur in fremde Hand. Der Nawab-Herrscher Mubarak Khan eroberte es 1804 zurück.
Das historisch bedeutsame Bauwerk bildet zwar ein Wahrzeichen der Cholistan-Wüste, ist aber dem Verfall preisgegeben und bedarf dringender Renovierungsmaßnahmen. Es wurde 2016 in die Liste der zur Aufnahme in das UNESCO-Welterbe vorgeschlagenen Stätten Pakistans aufgenommen.